# Coahuixtla
Coahuixtla är en ort i Mexiko.   Den ligger i kommunen Amacuzac och delstaten Morelos, i den sydöstra delen av landet, 100 km söder om huvudstaden Mexico City. Coahuixtla ligger 929 meter över havet och antalet invånare är 1 046.
Terrängen runt Coahuixtla är varierad. Runt Coahuixtla är det ganska tätbefolkat, med 104 invånare per kvadratkilometer. Närmaste större samhälle är Puente de Ixtla, 7,1 km nordost om Coahuixtla. Omgivningarna runt Coahuixtla är en mosaik av jordbruksmark och naturlig växtlighet.